# 赤間謙
赤間 謙（あかま けん、1990年11月14日 - ）は、福島県双葉郡楢葉町出身の元プロ野球選手（投手）。右投右打。

## 経歴

### プロ入り前
小学校1年生の時に、楢葉イーグルファイターズで野球を始める。中学生時代には、1学年下の横山貴明と共に相双中央リトルシニアに所属。日本リトルシニア野球選手権大会に2度出場した。
東海大学山形高等学校への進学後は、3年時の春からエースに定着すると、山形県内の地区大会で寒河江工業高等学校打線を相手にノーヒットノーランを達成。複数のNPB球団のスカウトから注目された。しかし、3年夏の山形県大会に準決勝で惜敗すると、プロ志望届を日本高等学校野球連盟へ提出せずに東海大学へ入学。
東海大学では1年春から、主に救援投手として、首都大学野球のリーグ戦で通算20試合に登板。通算投球回数は47回3分の1にとどまったものの、3勝0敗、防御率1.52という成績を残した。2年時に出場した全日本大学野球選手権でも、東洋大学との決勝戦に救援で登板している。しかし、2年時の年度末に東日本大震災が発生。出身地である楢葉町が大きな被害を受けた。
大学卒業後に鷺宮製作所へ入社。入社1年目には、「プロ入りを諦めかけた」と後に述懐するほどの不振に見舞われた。2年目の2014年には、JABA静岡大会でチームを優勝へ導くとともに、MVPを獲得。さらに、セガサミーの補強選手として都市対抗に出場した。
2015年度ドラフト会議にてオリックス・バファローズから9巡目指名を受け、契約金2000万円、年俸700万円（金額は推定）という条件で入団した。楢葉町出身者としては初めてのプロ野球選手で、背番号は60。

### オリックス時代
2016年には、春季キャンプを二軍で過ごした後に、終盤の紅白戦や練習試合で相次いで好投。オープン戦から一軍へ昇格すると、救援投手として好投を続けた末に、開幕一軍登録を果たした。3月26日には、埼玉西武ライオンズとの開幕カード第2戦（西武プリンスドーム）で、同期入団の先発・近藤大亮に続いて4回裏からプロ初登板。しかし、押し出し四球を含む4四死球の乱調で、4点のリードを守り切れずに降板した。3月30日に登録を抹消されたが、6月中旬からは一軍救援陣の一角に定着。地元・東北地方での公式戦初登板になった8月3日の対東北楽天ゴールデンイーグルス戦（楽天Koboスタジアム宮城）で5回表からの4イニングを無失点に抑えるなど、登板試合で10試合連続無失点を記録した。8月中旬以降の救援登板でも5試合連続無失点を記録したことから、9月12日の同カードで一軍公式戦初先発を果たしたが、1回4失点という内容でプロ入り後初の敗戦投手になった。
2017年には、公式戦の開幕から1か月近くにわたって一軍へ帯同したが、登板機会のないまま4月23日に出場選手登録を抹消された。5月6日に再び登録されると、「KANSAI CLASSIC 2017」最終戦に当たる翌7日の対北海道日本ハムファイターズ戦（京セラドーム大阪）で、同点の延長11回表から一軍公式戦にシーズン初登板。12回表までの2イニングを無失点で切り抜けると、その裏にチームがサヨナラ勝利を収めたことから、一軍公式戦初勝利を挙げた。

### DeNA時代
2018年7月9日に髙城俊人・白崎浩之との交換トレードで伊藤光と共に横浜DeNAベイスターズへ移籍することが発表された。背番号は49。
一軍出場は果たせなかったが、二軍では12試合に登板し防御率1.72と好投した。
2019年は、移籍後初登板を果たし、主に敗戦処理として7試合に登板した。シーズン終了後の11月25日に、右足関節のクリーニング手術を受けた。
2020年は、二軍でリリーフとしてチーム最多の33試合に登板したが、一軍昇格は無く、11月3日に戦力外通告を受けた。12月18日に現役引退を発表した。

### 引退後
DeNAから戦力外通告時に球団職員（データ処理のポジション）のオファーを受け、更にオリックス・バファローズからは打撃投手の打診もあったが、これらを固辞し、故郷である福島県楢葉町に移住した。2021年より楢葉町スポーツ協会に勤務しており、2025年現在も週に1回、楢葉町のスポーツ少年団での指導を行っている。また、2021年と2022年は社会人野球クラブチームのオールいわきクラブに投手兼任コーチとして在籍していた。2022年2月に学生野球資格回復研修を受け、資格を回復しており、2025年現在は頻度は少ないながらも郡山市の尚志高等学校硬式野球部の指導にも携わっている。ほか、ドリームコーチングというサービスにも登録し、指導者としてのキャリアを積もうとしている。

## 選手としての特徴・人物
オーバースローから投げ込む最速148km/hの速球を武器に、芯を外して打たせて取る投球術が持ち味。
大学3年の沖縄春季キャンプ中に、楢葉町の福島第一原子力発電所付近にあった赤間の実家が東日本大震災の影響で半壊した（後に解体）。家族は全員無事だったものの、実家近辺が福島第一原子力発電所事故の避難指示地域に指定されたことを機に、福島県内の他地域や他県に分かれて避難生活を送っている。赤間も発災の2か月前に成人式へ出席したことを最後に同町を離れていたため、再び帰郷できたのは避難指示解除後の2015年12月であった。同月に大阪市内で開かれたオリックスへの入団記者会見で赤間は、このような事情を背景に「『プロ野球選手は、勝つことやプレーすることで勇気や力を与えることができる』という思いを持ちながら、一軍での活躍を通じて福島や東北にいる人に希望を与えたいと思います」という決意を述べている。さらに、入団後から使用しているグラブには、震災発災の日付（2011・3・11）を刺繍で入れている。
福島県楢葉町へのUターン後に男児が生まれている。

## 詳細情報

### 年度別投手成績
| 年 度    | 球 団      | 登 板 | 先 発 | 完 投 | 完 封 | 無 四 球 | 勝 利 | 敗 戦 | セ 丨 ブ | ホ 丨 ル ド | 勝 率 | 打 者 | 投 球 回 | 被 安 打 | 被 本 塁 打 | 与 四 球 | 敬 遠 | 与 死 球 | 奪 三 振 | 暴 投 | ボ 丨 ク | 失 点 | 自 責 点 | 防 御 率 | W H I P |
| -------- | ---------- | ----- | ----- | ----- | ----- | -------- | ----- | ----- | -------- | ----------- | ----- | ----- | -------- | -------- | ----------- | -------- | ----- | -------- | -------- | ----- | -------- | ----- | -------- | -------- | ------- |
| 2016     | オリックス | 24    | 1     | 0     | 0     | 0        | 0     | 1     | 0        | 1           | .000  | 155   | 35.0     | 26       | 2           | 24       | 1     | 1        | 19       | 1     | 0        | 17    | 12       | 3.09     | 1.43    |
| 2017     | オリックス | 7     | 0     | 0     | 0     | 0        | 1     | 0     | 0        | 0           | 1.000 | 50    | 11.1     | 18       | 2           | 1        | 0     | 0        | 4        | 1     | 0        | 9     | 9        | 7.15     | 1.68    |
| 2019     | DeNA       | 7     | 0     | 0     | 0     | 0        | 0     | 0     | 0        | 0           | ----  | 39    | 9.2      | 7        | 2           | 3        | 0     | 0        | 5        | 1     | 0        | 6     | 6        | 5.59     | 1.03    |
| NPB：3年 | NPB：3年   | 38    | 1     | 0     | 0     | 0        | 1     | 1     | 0        | 1           | .500  | 244   | 56.0     | 51       | 6           | 28       | 1     | 1        | 28       | 3     | 0        | 32    | 27       | 4.34     | 1.41    |

### 記録
投手記録
- 初登板：2016年3月26日、対埼玉西武ライオンズ2回戦（西武プリンスドーム）、4回表に2番手で救援登板、2/3回4失点（自責点3）
- 初奪三振：同上、中村剛也から空振り三振
- 初先発登板：2016年9月12日、対東北楽天ゴールデンイーグルス21回戦（楽天Koboスタジアム宮城）、1回4被安打4失点で敗戦投手
- 初ホールド：2016年9月25日、対千葉ロッテマリーンズ25回戦（QVCマリンフィールド）、7回裏に救援登板、1回無被安打無失点
- 初勝利：2017年5月7日、対北海道日本ハムファイターズ8回戦（京セラドーム大阪）、11回表に7番手で救援登板・完了、2回無失点

打撃記録
- 初打席：2017年6月14日、対広島東洋カープ2回戦（MAZDA Zoom-Zoom スタジアム広島）、5回表に大瀬良大地から捕手ゴロ

### 背番号
- 60（2016年 - 2018年途中）
- 49（2018年途中 - 2020年）